# Бучек Порфирій Андрійович
Бучек Порфирій Андрійович  (9 лютого 1892 — †?) — полковник армії УНР.

## Життєпис
Походив з селян Ізюмського повіту Харківської губернії. Закінчив Ізюмське реальне училище, Володимирське військове училище (1913), служив у 6-му стрілецькому полку, з яким брав участь у Першій світовій війні. 21 вересня 1914 р. був поранений кулею у груди. Нагороджений всіма орденами до Святого Володимира IV ступеня з мечами та биндою та орденом Святого Георгія IV ступеня (1 червня 1915). Останнє звання у російській армії — капітан.
З 7 грудня 1917 р. — командир куреня 121-го Українського пішого полку (колишнього Пензенського). З 10 лютого 1918 р. — помічник начальника персональної частини 1-го Українського центрального етапу. З 18 березня 1918 р. — курсант Інструкторської школи старшин військ Центральної Ради. З 11 квітня 1918 р. — курсовий старшина Одеської Інструкторської школи старшин.
З 19 червня 1918 р. — командир сотні 15-го пішого Одеського полку Армії Української Держави, був підвищений до звання військового старшини. З 2 лютого 1919 р. — штаб-старшина для доручень штабу 3-го Херсонського корпусу Дієвої армії УНР. З 1 лютого 1919 р. — командир 1-го Навчального куреня 3-го Херсонського корпусу Дієвої армії УНР.
З 27 червня 1919 р. — помічник командира 10-го Сірожупанного полку, до складу якого було влито 1-й Навчальний курінь. З 5 липня 1919 р. до 22 жовтня 1919 р. — командир 11-го пішого Волинського полку Дієвої армії УНР, який 27 липня 1919 р. був перейменований на 11-й піший Сірожупанний полк. З 4 листопада 1919 р. — начальник 1-го відділу навчання військ Головного управління Генерального штабу УНР. З 19 квітня 1920 р. — помічник начальника відділу статутів та навчання військ Генерального штабу УНР. З 3 липня 1920 р. — начальник канцелярії Генерального штабу УНР.
5 грудня 1923 р. після амністії повернувся в Україну. Жив у Ізюмі. З 1926 р. працював у Сільгоспсоюзі у Полтаві. 
Розстріляний 27 травня 1938 року в Хабаровську.
Посмертно реабілітований 1989 року.